# Biodiversitat i conservació del medi a les Illes Balears

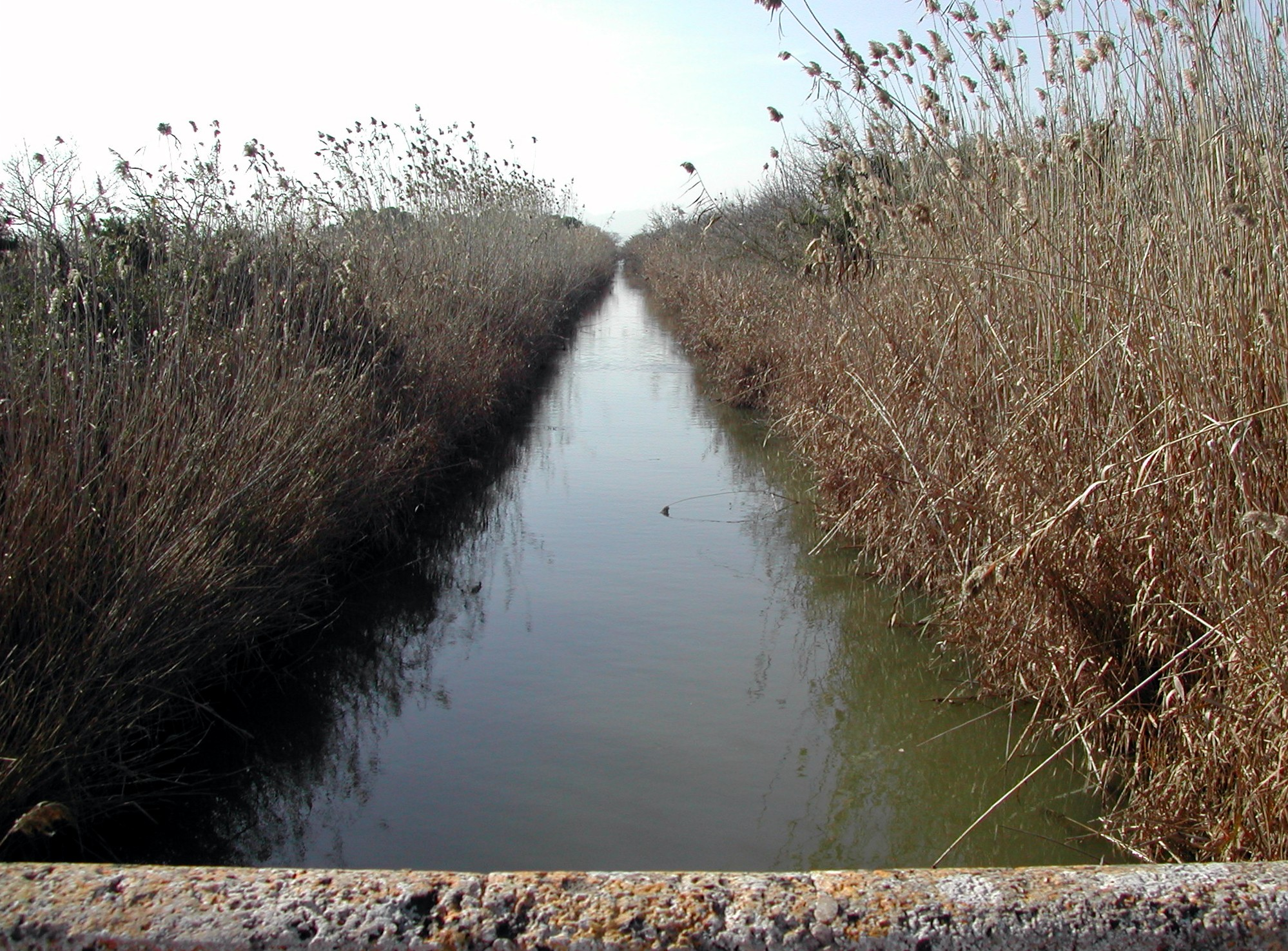
Canal de l'Albufera

La biodiversitat i conservació del medi a les Illes Balears és el medi ambient, la biodiversitat i els esforços que es fan per a mantenir-los de la millor manera possible a les illes Balears.

## Influència de la insularitat sobre la fauna i la flora balear
S'ha de saber que fa uns sis milions d'anys les Illes Balears varen estar connectades amb les terres veïnes per la baixada del nivell de la mar. Aquest fet ens pot fer entendre l'origen de la fauna i de la flora de les Illes Balears, ja que arribaren animals de terres que l'envoltaren.
Més tard el nivell de la mar va augmentar i es va formar l'[arxipèlag]. Aquest fet va fer que tant la flora com la fauna evolucionàs de forma diferent que com ho feien a les terres veïnes. De vegades l'[evolució] produïda ha estat tan significativa que s'han creat tant endemismes de fauna com de flora.

## Biodiversitat a les Illes Balears
Així com per la seva situació geogràfica s'han format nous endemismes tant de fauna com de flora, també cal esmentar que les Balears compten amb una important diversitat d'ecosistemes i diversitat paisatgística.
Això fa que aquesta biodiversitat sigui per a les Illes Balears un important patrimoni a conservar, perquè les actuacions humanes sobre medis fràgils han posat en perill la diversitat biològica. Fins i tot cal dir que algunes espècies han desaparegut.

## Conservació del medi i la preservació de la biodiversitat
La conscienciació de la societat illenca ha fet que les Administracions competents hagin pres mesures amb la finalitat de conservar la natura de les Balears.
A les Illes es disposa:
- D'un parc nacional.
  - Parc Nacional de Cabrera
- Set parcs naturals.
  - Parc natural de l'Albufera de Mallorca
  - Parc natural de s'Allbufera des Grau, Illa d'en Colom i cap de Favàritx
  - Parc natural de Mondragó
  - Parc natural de sa Dragonera
  - Parc natural de la Península de Llevant
  - Parc natural des ses Salines d'Eivissa i Formentera
  - Parc natural de Cala d'Hort, cap Llentrisca i sa Talaia
- Reserves naturals.
  - Reserva natural de l'Albufereta
  - Reserva de la Biosfera de Menorca
  - Reserva natural de la Trapa
- Dos monuments naturals.
  - Monument Natural de les Fonts Ufanes
  - Monument Natural des Torrent de Pareis, del Gorg Blau i de Lluc
- Quatre reserves marines.
  - Reserva marina de la Badia de Palma
  - Reserva marina del Nord de Menorca
  - Reserva marina dels Freus d'Eivissa i Formentera
  - Reserva marina del Migjorn de Mallorca

Els llocs que estan més amenaçats són les coves, els avencs, la franja litoral, els illots i les zones prop de les muntanyes. La serra de Tramuntana i les zones humides són prioritàries en la seva conservació perquè en elles hi trobam una major biodiversitat.